# Queratitis neurotrófica
La queratitis neurotrófica denominada también con la sigla NK (del inglés neurotrophic keratitis), es una enfermedad degenerativa de la córnea producida por un daño en el nervio trigémino, que provoca una pérdida de la sensibilidad corneal, el desarrollo de lesiones espontáneas del epitelio corneal y la degradación de la capacidad de curación, que pueden traducirse en el desarrollo de úlceras, necrosis aséptica y perforación en la córnea.
La queratitis neurotrófica está clasificada como enfermedad rara y tiene una prevalencia estimada de menos de 5 personas sobre 10 000 en Europa. Se ha registrado que, de media, el 6 % de los casos de queratitis herpética pueden evolucionar a esta enfermedad, con un pico del 12,8 % de los casos de queratitis de herpes zóster.
El diagnóstico y, especialmente, el tratamiento de la queratitis neurotrófica representan los aspectos más complejos y desafiantes de esta patología que, por ahora, no cuenta con un enfoque terapéutico satisfactorio.

## Causas
La córnea es un tejido avascular y es una de las estructuras con mayor densidad de nervios del cuerpo humano. Los nervios de la córnea son responsables del mantenimiento de la integridad anatómica y funcional de la misma, de la transmisión de las sensaciones táctiles, de temperatura y dolor, y desempeñan un importante papel en el reflejo del parpadeo y en el reflejo lagrimal[5].
La mayor parte de las fibras nerviosas corneales son de origen sensorial y se derivan de la rama oftálmica del nervio trigémino[6]. Las patologías oculares congénitas o adquiridas y sistémicas[7] pueden determinar una lesión a diversos niveles del nervio trigémino, que puede conllevar una reducción (hipoestesia) o pérdida (anestesia) de la sensibilidad de la córnea[8].
Las causas más comunes de la pérdida de sensibilidad corneal son infecciones de origen vírico (herpes simple[9] y herpes zóster oftálmico[10]), quemaduras químicas, lesiones físicas, algunos efectos de la cirugía corneal o de la neurocirugía, consumo crónico de medicamentos tópicos o abuso de lentes del contacto.
Entre las posibles causas figuran también enfermedades sistémicas como la diabetes[13], la esclerosis múltiple o la lepra.
Existen otras posibles causas de la patología, aunque son menos frecuentes: lesiones en el espacio intracraneal, como neuroma, meningioma y aneurismas que pueden comprimir el nervio trigémino y reducir la sensibilidad corneal.
En cambio, son muy poco frecuentes las condiciones congénitas que pueden inducir el cuadro de queratitis neurotrófica[15].

## Clasificación
Según la clasificación de Mackie, la queratitis neurotrófica se subdivide en tres estadios, según su gravedad:
1. Estadio I: se caracteriza por alteraciones del epitelio corneal, que se vuelve opaco y presenta queratopatía punteada superficial y edema corneal. Una queratitis neurotrófica de larga duración puede mostrar también hiperplasia del epitelio, opacidades estromales y neovascularización de la córnea.
2. Estadio II: se caracteriza por el desarrollo de defectos epiteliales persistentes, a menudo localizados en el área contigua en el centro de la córnea, con un mayor riesgo de desprendimiento de esta.
3. Estadio III: se caracteriza por úlceras de la córnea, acompañadas de edema del estroma y necrosis aséptica que pueden evolucionar en la perforación de la córnea.[2]

## Diagnóstico
El diagnóstico se puede efectuar a partir de la anamnesis del paciente y de un minucioso examen del ojo y del área circundante.
En referencia al historial clínico del paciente, se presta particular atención a una posible infección de herpes vírico y a posibles intervenciones en la córnea, traumas, abuso de anestésicos o terapias tópicas crónicas, quemaduras químicas o, en algunos casos, abuso de lentes de contacto. Del mismo modo, es necesario indagar en la posible presencia de diabetes[18] o de otras patologías sistémicas, como la esclerosis múltiple.
El examen clínico se efectúa generalmente mediante una serie de evaluaciones e instrumentos:
- Examen general de los nervios craneales, para valorar la presencia de daños en el sistema nervioso.
- Exámenes oculares:

1. Examen completo del ojo: examen de párpados, tasa de parpadeo, presencia de reacciones inflamatorias y secreciones, alteraciones del epitelio corneal.
2. Prueba de sensibilidad corneal: se efectúa mediante el contacto con una gasa o un hilo de algodón sobre la superficie corneal, que permite únicamente detectar si la sensibilidad corneal es normal, reducida o no existe, o bien mediante un estesiómetro, que permite medir la sensibilidad corneal.
3. Prueba de la función de la película lagrimal, con el test de Schirmer y tear film break up time
4. Prueba de coloración ocular con fluoresceína, que permite mostrar posibles daños en el epitelio corneal y conjuntivo.

## Tratamiento
El diagnóstico precoz, el tratamiento específico según la gravedad de la patología y la supervisión regular del paciente que padece queratitis neurotrófica son fundamentales para evitar la progresión del daño y la aparición de úlceras corneales, especialmente si se tiene en cuenta que el empeoramiento del cuadro suele ser escasamente sintomático[20].
El objetivo de la terapia es prevenir el avance del daño corneal y favorecer la curación del epitelio corneal. El tratamiento siempre se personaliza en función de la gravedad de la patología. Por lo general, se apuesta por un tratamiento conservador.
En el estadio I, menos grave, mediante el suministro de lubricantes oculares sin conservantes varias veces al día se pretende lubricar y proteger la superficie ocular, mejorar la calidad del epitelio y prevenir la posible pérdida de transparencia de la córnea.
Sin embargo, en el estadio II se pretende evitar el desarrollo de úlceras corneales y favorecer la curación de posibles lesiones del epitelio. Además de los lubricantes oculares, se puede recurrir al uso de antibióticos para evitar posibles infecciones y es preciso que el paciente sea supervisado con especial atención dado que se trata de una patología caracterizada por escasos síntomas. En este estadio pueden emplearse también lentes de contacto terapéuticas que desarrollan una acción protectora y favorecen la recuperación de las lesiones corneales[21].
En las formas más graves (estadio III), además de las terapias con lentes de contacto y antibióticos, hay que evitar el avance hacia la perforación corneal: en estos casos, un posible tratamiento quirúrgico lo constituye la tarsorrafia, que consiste en el cierre temporal o permanente de los párpados mediante suturas o inyecciones de toxina botulínica. Esta operación permite proteger la córnea, aunque el resultado estético de estas intervenciones puede resultar difícil de aceptar por el paciente. De forma análoga, una intervención que contempla la creación de un borde conjuntivo ha resultado ser eficaz en el tratamiento de úlceras corneales crónicas con o sin perforación corneal. Además de estos tratamientos quirúrgicos, otra opción terapéutica lo constituye el trasplante de membrana amniótica que recientemente ha demostrado que desempeña un papel importante en la estimulación de la curación del epitelio corneal, en la reducción de la neovascularización corneal y de la inflamación de la superficie ocular[23]. Entre las opciones terapéuticas para tratar las formas graves se recuerda también la posibilidad de suministrar suero autólogo en colirio[24].
Los estudios de investigación se han centrado en desarrollar nuevos tratamientos para la queratopatía neurotrófica, y se han propuesto varios polipéptidos, factores de crecimiento y neuromediadores[24]. Se llevaron a cabo estudios sobre un tratamiento tópico con la Sustancia P y con IGF-1 (factor de crecimiento similar a la insulina de tipo 1), en los que se observó un efecto en la curación epitelial[25]. El factor de crecimiento nervioso (NGF) desempeña un papel en la proliferación epitelial y en la diferenciación y en la supervivencia de los nervios sensoriales de la córnea. Se ha demostrado que el tratamiento con NGF murino promueve la recuperación de la integridad epitelial y de la sensibilidad de la córnea en pacientes con queratopatía neurotrófica [26]. Recientemente, se ha desarrollado un colirio formulado con factor de crecimiento nervioso humano recombinante para uso clínico[27]. Cenegermin, una forma recombinante del NGF (Nerve Growth Factor [factor de crecimiento nervioso]) humano, ha sido autorizado recientemente en Europa en una formulación en colirio para la queratitis neurotrófica.